# Beast of Blood (película)
Beast of Blood, estrenada en el Reino Unido como Blood Devils, es una película de terror de 1970. Una secuela de The Mad Doctor of Blood Island, fue dirigida por Eddie Romero. Fue la cuarta de una serie de cuatro películas de terror filipinas, producidas por Romero y Kane W. Lynn, conocida como la serie «Blood Island», que también incluía Terror Is a Man, Brides of Blood y The Mad Doctor of Blood Island.: 63–88  También fue la última película de Romero para Lynn's Hemisphere Pictures, ya que los dos se fueron por caminos separados después de que se completó esta película.: 77 

## Argumento
La trama de esta película comienza donde termina The Mad Doctor of Blood Island. Al salir de Blood Island, el barco que transportaba al Dr. Bill Foster (John Ashley), Sheila Willard, su padre y Carlos López explota y se hunde después de que la «criatura de clorofila» mutada Don Ramón López (la «bestia» titular) se encuentra secretada a bordo y hace un alboroto, destruyendo la nave. El monstruoso Don Ramón vuelve a aparecer en Blood Island y se adentra en la jungla. El Dr. Foster es el único otro sobreviviente, y después de unos meses de recuperación en un hospital, regresa a Blood Island en otro barco. A bordo se encuentra la reportera Myra Russell (Celeste Yarnall), quien investiga la explosión del barco.
Cuando Foster y Russell llegan a la isla, encuentran a los nativos en un estado de miedo, creyendo que la antigua mansión de los López está maldita. Con el jefe del pueblo Ramu (Alfonso Carvajal) y la capitana del barco (interpretada por la coproductora Beverly Miller), registran la casa y encuentran a Razak (Bruno Punzalan) con vida. Los «hombres verdes» regresan y después de una pelea, Myra es capturada y llevada al malvado Dr. Lorca (Eddie García), que todavía está vivo, pero con horribles cicatrices por su aparente desaparición en la película anterior.
El Dr. Foster y Laida (Liza Belmonte) buscan en las montañas y encuentran el laboratorio oculto del Dr. Lorca. Laida vuelve al pueblo en busca de ayuda y Lorca le muestra a Foster sus últimos experimentos. Le ha quitado la cabeza a Don Ramón y la ha unido a máquinas, mientras que el cuerpo decapitado permanece atado a una mesa. Lorca sabe que la cabeza puede hablar, pero se niega a decir nada.
El capitán, Laida y Ramu lideran un ataque al cuartel general de Lorca y luchan con sus hombres. Laida encuentra a su padre, que muestra signos de envenenamiento por clorofila, y lo rescata. Foster dispara a Razak. La cabeza de Don Ramón controla su cuerpo desde lejos, haciéndola que ataque y aparentemente mate al Dr. Lorca, aplastándole la cabeza con una máquina. El laboratorio de Lorca explota, matando a todos los que están dentro, y Foster y el grupo se van con una caja de papeles y notas del Dr. Lorca.

## Reparto
- John Ashley como el Dr. Bill Foster.
- Celeste Yarnall como Myra J. Russell.
- Eddie García como Dr. Lorca.
- Liza Belmonte como Laida.
- Alfonso Carvajal como Ramu.
- Bruno Punzalan como Razak.
- Ángel Buenaventura.
- Beverly Miller como la capitana.
- Johnny Long.

## Producción
El presupuesto de la película se ha estimado entre $ 125 000 y $ 200 000. El actor Ronald Remy no volvió a interpretar al Dr. Lorca como lo había hecho en Mad Doctor of Blood Island, por lo que en Beast of Blood, García interpretó al médico loco. La coproductora Beverly Miller interpretó al capitán del barco. 
Para promocionar la película, los productores imprimieron billetes falsos de $ 10 que se doblaron por la mitad, revelando un folleto publicitario de Beast of Blood cuando se abrió. Luego, los billetes falsos se esparcieron por todo el vecindario circundante más cercano al autocine que estaba reproduciendo la película. Jim Arena dijo: «¡El póster de la película mostraba al monstruo de la clorofila arrancándose horriblemente la cabeza! Este horrible dibujo finalmente se hizo más conocido que la película misma. Si bien no existe tal escena en la imagen, es el tipo de promoción de película tentadora que ayudó a que esos autos se alinearan en el autocine».

## Estreno
La película se estrenó en 1970 en un doble programa con Curse of the Vampires,: 76  una película de terror filipina de 1966 que fue dirigida por Gerardo de Leon.: 84  Beast of Blood hizo negocios sustanciales en los cines de Nueva York, y el productor Lynn (como Hemisphere Pictures) esperaba obtener los derechos de distribución de la próxima película de terror de Ashley, titulada Beast of the Yellow Night. Sin embargo, Ashley y su propia productora, Four Associates Ltd., aportaron el dinero para producir la película ellos mismos con el director Romero, y Ashley llegó a un acuerdo con la entonces incipiente New World Pictures de Roger Corman para distribuirla. Después de Beast of Blood, Lynn se vio completamente excluido del trato.: 77 

### Respuesta crítica
TV Guide otorgó a la película una de cuatro estrellas, calificándola de «ridícula» y criticó los malos efectos de maquillaje y los valores de producción de la película.